# Félix Ballesteros Rivas
Félix Ballesteros Rivas (n. Madrid; 1953) es un escritor español. 
Fue el ganador del Premio Andrómeda de Ciencia ficción 2008 con su novela El Hijo del Hombre, publicada en 2011, ha publicado también varias novelas policíacas de las investigaciones de Edit Harsányi, con la Editorial Akrón y una obra en colaboración con Koldobika Gotxone Billar, Grandes desastres tecnológicos, publicada por Nowtilus en 2011.
Félix Ballesteros Rivas (Ingeniero Superior de Telecomunicaciones, ha trabajado tanto en empresas multinacionales como españolas en diversos cargos de responsabilidad; también ha impartido cursos de nuevas tecnologías en la Universidad Complutense de Madrid). En sus novelas de intriga aporta su amplia experiencia en el mundo de las nuevas tecnologías para construir novelas policíacas de temas novedosos, del siglo XXI, lejos de la novela negra clásica y de ambientes sórdidos, para llevar la novela policíaca al mundo cotidiano y actual, en el que cada persona se encuentra rodeada e influida por la informática, las comunicaciones, o la electrónica que llenan los periódicos de los mismos temas que se resuelven en estas novelas.

## Novelas, ensayos y columnas de opinión

### La épica de E. Harsányi
Su primera novela publicada, La épica de E. Harsányi, llegó a las librerías en diciembre de 2008. En ella Elie Harsányi, un escritor húngaro fracasado, con tal de llegar a las portadas de un libro, toma la decisión de dejar de ser una persona para pasar a ser un personaje de una novela, trabajando así para que otro escritor publique algo con su nombre. De paso, por razones de mercado editorial, Elie se convierte en un personaje femenino y muy atractivo. Esa es la génesis de Edit.
Tras ese esotérico principio, se desarrolla una muy realista trama de investigación en el mundo del espionaje industrial y las nuevas tecnologías. La protagonista recibe de una misteriosa multinacional el encargo de localizar a quiénes han fabricado en alguna parte de Europa unos procesadores, falsos pero con características técnicas muy avanzadas, para asociarse con ellos en sus nuevos desarrollos.
La investigación le lleva por varios centros tecnológicos y militares de Hungría, Austria, Alemania, Holanda, Francia y España, con aventuras de todo tipo, mientras empieza a adaptarse a su nueva vida como personaje, como mujer y como investigadora.
No entra de lleno en los cauces de la novela Negra, sino que discurre el relato por caminos en general humorísticos, con algún toque erótico o incluso procaz, en algún momento fronterizo con el cómic. En todo el discurrir de su experiencia, el personaje principal cuenta con la complicidad explícita del escritor, su único confidente posible, con el que discute frecuentemente en términos parecidos a los de empleado a jefe, con ambigüedad respecto a quién está, en realidad, trabajando para quién y, sobre todo, cual es, en el fondo, la Realidad.
Y Edit es una mujer, pero con un conflicto educacional y hormonal frente a sus cimientos masculinos. Empieza afrontando la vida con una feminidad agresiva para ir evolucionando, a lo largo de la trama, hacia posiciones más realistas.

### Harsányi y Compañía
La segunda novela publicada, Harsányi y Compañía, llegó a las librerías en marzo de 2009. En ella ha pasado un año desde el caso anterior y, en esta nueva aventura, Edit Harsányi se enfrenta a mafiosos, a especuladores, a políticos e incluso a abogados, pero no está sola: ahora le acompaña Elie, su bebé de tres meses, una fiel amiga que es una caja de sorpresas (no todas agradables para quien se tropieza con ellas) y otros amigos que va recolectando a lo largo del caso, deslumbrados por su atractiva personalidad.
La investigación les lleva esta vez por la costa española, destapando las corruptelas que se forman alrededor de un megaproyecto de instalación de desaladoras flotantes frente a las playas.
La Mafia tiene mucho que decir al respecto. Pero también el espionaje militar, un exmarido, y los ricachones que se están haciendo aún más ricos a costa del sufrido Mediterráneo.
A través de todo ello pasará Edit sin dejar de discutir con el Autor, pues ella es un personaje que sabe que es un personaje y que, por ello, se considera autorizada a pedirle cuentas a quien no considera más que un socio en la construcción de esta nueva entrega de su divertida saga.

### Harsányi en la Red
La tercera novela publicada, Harsányi en la Red, llegó a las librerías en febrero de 2010. El argumento vuelve a ser la investigación de un delito tecnológico, la violación del secreto de unas memorias USB cifradas, pero esta vez Edit tiene que viajar por toda Europa como parte de la red de espionaje que lidera Klaus.
En otras palabras: agentes con esmoquin, casinos, clanes de la mafia, persecuciones a alta velocidad con coches de lujo, grandes yates, escenarios en Düsseldorf,
Berkshire, Mallorca, la campiña italiana, la costa danesa, Barcelona... Frente a ese mundo están Edit, su hijito de siete meses y su amiga Ulrike, embarazada de cinco.
Edit Harsányi, en esta nueva aventura, se ha encontrado metida en un caso de espionaje internacional en el que nadie es lo que parece, ni lo que no parece, y en el que la investigación de un delito, uno de los que sólo tienen sentido en este mundo de nuevas tecnologías, lleva a una vieja venganza y a la solución de un misterio perseguido durante un cuarto de siglo.
Para resolverlo Edit, la descarada y atrevida Edit, tiene que involucrarse en cuerpo y alma y, mostrando su lado más humano y frágil, llevar al límite no sólo su resistencia física y mental, sino la de los hilos que le unen con la gente que aprecia y forman esa red de amores y odios que estructuran la sociedad de cada uno.

### El Hijo del Hombre
Esta es una novela de Ciencia ficción (independientemente de lo que 'Ciencia ficción' quiera decir), en la que la humanidad, a punto de ser destruida por un asteroide, embarca a unas decenas de miles de posibles supervivientes en una naves, impulsadas por velas de fotones, en una migración de cientos, posiblemente miles de años hasta encontrar un planeta habitable.
Pero a lo largo del viaje descubren que no son la única especie viajera, aunque descubrir en que consiste esa alternativa les lleva a replantearse todo.

### Grandes desastres tecnológicos
Este ensayo, en colaboración con Koldobika Gotxone Billar, hace un repaso sin miedo a lo políticamente incorrecto, por los desastres tecnológicos de la historia, desde Cheliábinsk a Fukushima, pasando por Chernóbil, el Apollo 13, el incendio del Hindemburg, Seveso, el DVD, el IBM-PC, la máquina Enigma, el Mercedes Clase A, el Puente de Tacoma, el Tren Bala japonés, y tantos otros, en un tono divertido, siempre que es posible.

### Lo real, lo imaginario, y todo lo demás
Una recopilación de cuentos y narraciones cortas, bordeando lo experimental, que muestran al autor en su faceta más auténtica y alejada de compromisos.

### El lado oscuro de La Tierra
Una novela en la frontera entre el realismo y la Ciencia Ficción, partiendo de la premisa de que una fulguración solar similar a la de 1858 (Evento Carrington) ha averiado todas las redes eléctricas del planeta, describe un posible curso de la historia, con la civilización agonizando, sin electricidad, sin agua en las ciudades, sin combustible, sin distribución de alimentos... Poco a poco algunos núcleos de supervivientes reemprenden el camino de la reconstrucción de la Sociedad con diferentes grados de éxito.

### La Crítica de León
En esta publicación mantiene una columna de opinión bajo el título de Agente Provocador, con opiniones alrededor del impacto de las nuevas tecnologías en la Sociedad.